# Bridgework
Bridgework – album studyjny amerykańskiego perkusisty jazzowego Billy’ego Higginsa, wydany w 1987 roku przez Contemporary Records.

## Lista utworów
Opracowano na podstawie materiału źródłowego.
Wydanie LP
Strona A
| Nr | Tytuł utworu        | Muzyka                                             | Długość |
| -- | ------------------- | -------------------------------------------------- | ------- |
| 1. | „Decepticon”        | Buster Williams                                    | 4:51    |
| 2. | „I Hear a Rhapsody” | George Fragos, Jack Wayne Baker Jr., Dick Gasparre | 10:57   |
| 3. | „Plexus”            | Cedar Walton                                       | 6:45    |
|    |                     |                                                    | 22:33   |

Strona B
| Nr | Tytuł utworu | Muzyka          | Długość |
| -- | ------------ | --------------- | ------- |
| 1. | „Evidence”   | Thelonious Monk | 5:45    |
| 2. | „Bridgework” | Walton          | 4:15    |
| 3. | „Old Folks”  | Willard Robison | 8:04    |
| 4. | „The Theme”  | Harold Land     | 4:33    |
|    |              |                 | 22:37   |

## Twórcy
Opracowano na podstawie materiału źródłowego.
Muzycy:
- Billy Higgins – perkusja
- Harold Land (A1-A3, B4), James Clay (B1-B3) – saksofon tenorowy
- Cedar Walton – fortepian
- Buster Williams (A1-A3, B4), Tony Dumas (B1-B3) – kontrabas

Produkcja:
- John Koenig, Ed Michel – produkcja muzyczna
- John Koenig, Danny Kopelson – inżynieria dźwięku